# Психологічна кібернетика
Психологічна кібернетика — розділ біологічної кібернетики, що вивчає структурно-функціональну організацію взаємодії різних сенсорних систем, сфер свідомості і підсвідомості в процесі формування поведінки, в процесі взаємодії людей між собою, з технічними, екологічними, соціальними системами.
Завданнями та проблемами психологічної кібернетики є моделювання психічних властивостей, складових особистості людини, включає рішення специфічних завдань: побудова моделей різної трудової діяльності, моделей пам'яті, мислення, свідомості і підсвідомості. На цій базі можуть бути створені методи управління тілом і мисленням людини в різних ситуаціях (фізична праця, наукова діяльність, спорт, викладання, йога і т. д.). Велике коло завдань входить у вирішення проблеми моделювання взаємодії людини з технічними системами.

## Зв'язок психології з кібернетикою
Одне з важливих завдань психології в сучасних умовах — встановлення закономірностей і розробка принципів управління психічною діяльністю учнів системи професійно-технічного навчання у навчальних закладах та робітників на виробництві. Величезне значення у вирішенні подібних завдань має кібернетика з її законами, закономірностями і принципами, які можуть бути використані психологічною наукою. «Кібернетизація» психології нерозривно пов'язана з її математизацією, причому обидва ці процеси вимагають обережного підходу, що спирається на розуміння специфіки психіки, узагальнюючої об'єктивні і суб'єктивні явища.